# Franciscus Hotomanus

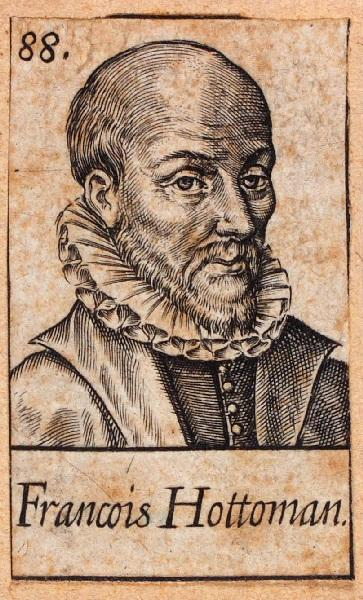
François Hotman, Stich von Léonard Gaultier

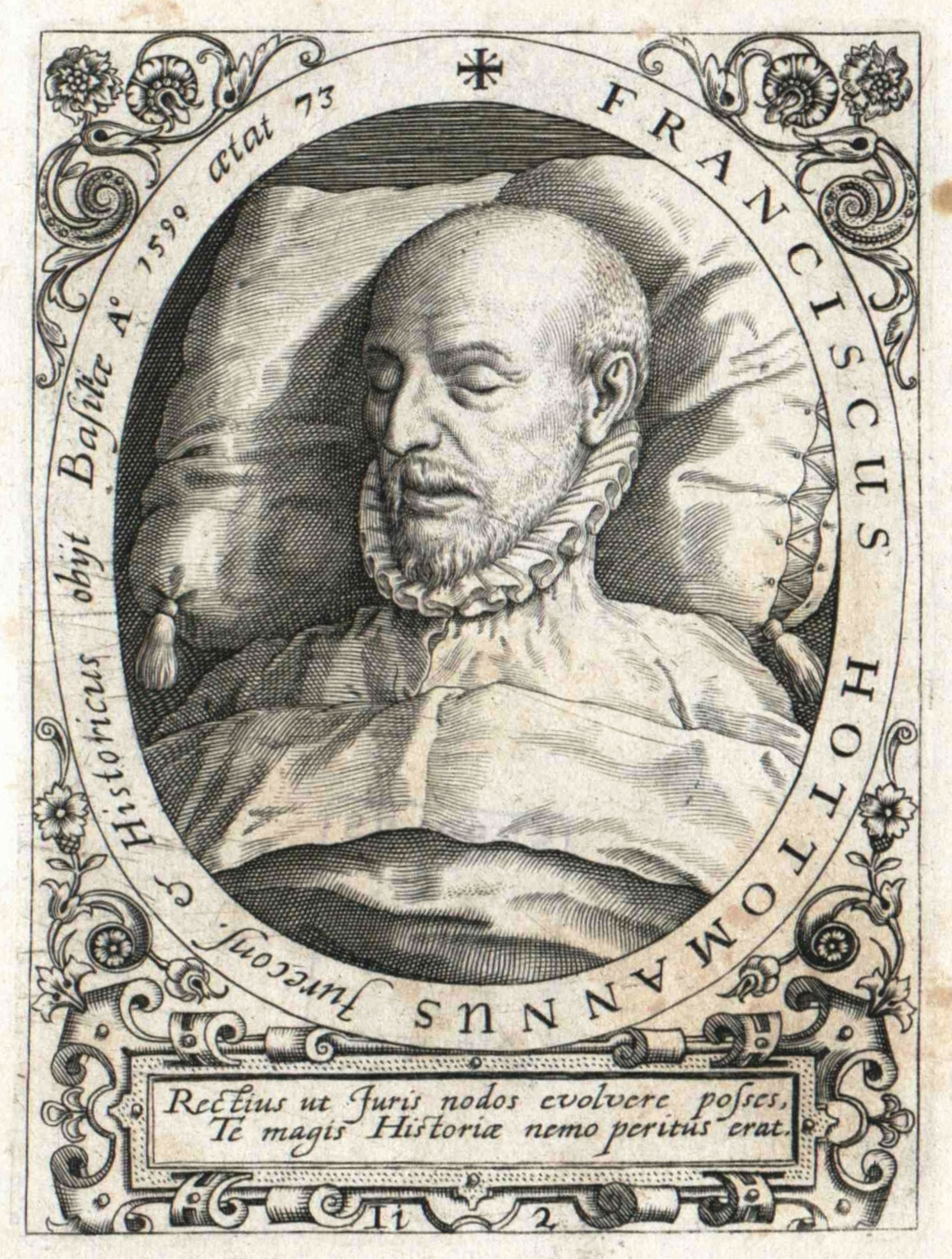
François Hotman am Sterbebett, Stich von Johann Theodor de Bry

François Hotman, Seigneur de Villiers-Saint-Pol (latinisiert auch Franciscus Hotomanus, gelegentlich Hottomannus oder Hotomannus geschrieben) (* 23. August 1524 in Paris; † 12. Februar 1590 in Basel) war ein protestantisch und humanistisch geprägter französischer Rechtsgelehrter, calvinistischer Monarchomach, Theologe und Philologe des 16. Jahrhunderts. Er verfasste zahlreiche kritische Werke zu Politik, Religion und Rechtswissenschaft. Einige seiner Schriften wurden aufgrund scharfer Äußerungen gegen den König sogar verboten. Zudem war er einer der Hauptakteure im Schlagabtausch zwischen europäischen Katholiken und Protestanten.

## Biografie

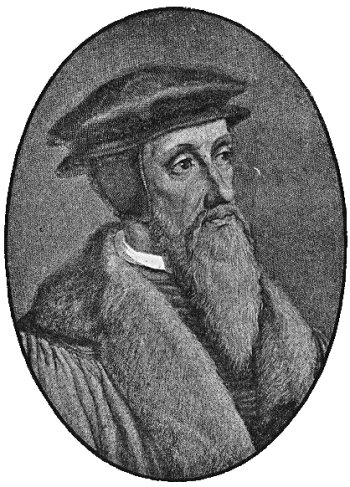
Johannes Calvin in späteren Jahren

François Hotman war ein französischer Rechtsgelehrter und politischer Schriftsteller.
Er wurde am 23. August 1524 als Sohn eines angesehenen katholischen Juristen in Paris geboren. Sein Vater Peter Hotomanus (Pierre Hotman), Seigneur de Villiers-Saint-Pol († 1554), war Mitglied des „Parlement de Paris“ (Pariser Parlamentshof). Peter Hotomanus war der Sohn der ursprünglich schlesischen Familie Uthmann (historisch auch Ottomann, Autmann) aus Breslau, die über Emmerich am Niederrhein nach Paris einwanderte.
Hotman ging mit 14 Jahren an die Universität nach Orléans, um sich dort dem Rechtsstudium zu widmen, erhielt nach drei Jahren den Abschluss „Licence des droits“ und veröffentlichte, noch achtzehnjährig, eine Schrift über die Anwendung der Folter ("Tabulae de criminibus", 1543). Nach seinem Studium begann er 1542 seine Arbeit im Advokatenbüro des berühmten Pariser Juristen Charles Dumoulin am „Parlement de Paris“.
Als Advokat am Parlamentshof vernachlässigte Hotman aber zunehmend die Praxis zugunsten des Studiums der alten Literatur und des römischen Rechts. 1546 begann er in Paris mit juristischen Vorlesungen an der Pariser Universität an der Seite von François Bauduin, auf dessen Rat und nach dessen Beispiel (vgl. Hotmans Widmung [an Calvin] in "De actionibus", 1548; [Bauduin], "Responsio", 1564, 86) Hotman 1547 Karriere und Familie aufgab und zuerst an die Universität nach Lyon ging, wo er öffentlich zum Protestantismus übertrat, und dann zu Johannes Calvin nach Genf fuhr, wo er die aus Frankreich geflohene Hugenottin Claudine Aubelin heiratete.
Nach Aufenthalten in Lausanne und Lyon wirkte Hotman als Calvins Sekretär und Übersetzer in Genf ("Admonitio adversus astrologiam") und ab 1550 als Professor für klassische Sprachen am protestantischen Collège in Lausanne. Da ihn diese Stelle aber wenig befriedigte, zog er nach Straßburg, wo er 1556 die Professur für Römisches Recht an der Akademie erhielt. Den Doktortitel holte Hotman 1558 während eines kurzen Aufenthalts in Basel nach. In Basel ließ er zwischen 1557 und 1564 auch mehrere juristische Handbücher sowie quellenkritische Kommentare zu den Institutionen und Pandekten Justinians erscheinen.
1556 bot ihm der Herzog von Preußen, Albert von Brandenburg, einen Lehrstuhl in Königsberg an. Noch im gleichen Jahr begleitete er Calvin zur Synode nach Frankfurt. 1559 wurde er von Philipp I., Landgraf von Hessen nach Marburg, von den sächsischen Prinzen nach Leipzig und Wittenberg und von Königin Elisabeth I. nach Oxford gerufen, aber Hotman wollte Straßburg nicht verlassen und blieb in der Nähe von Calvin.
Da Hotman fast alle deutschen Fürsten persönlich kannte und schon mehrere wichtige Missionen nach Deutschland im Namen von Straßburg gemacht hatte, unterstützte er den König von Navarra bei Verhandlungen mit den protestantischen Fürsten in Deutschland.
Von 1563 bis 1567 unterrichtete er als Professor für Rechtswissenschaft an der Universität Valence. Dort wurde sein Haus und seine Bücherei durch den katholischen Pöbel wenige Monate später in Brand gesteckt, weshalb er über Orléans nach Paris floh, wo er die Stelle eines Historikers des Königs erhielt. Er wurde als Vertreter der Hugenotten nach Blois entsandt und handelte dort den Frieden von 1568 aus. Zurückgekehrt nach Bourges wiederholten sich die Anfeindungen und Gewalttaten und zwangen ihn nach Sancerre. Während einer Belagerung dieser Stadt schrieb er sein erst 1593 ediertes Werk "Consolatio e sacris litteris". Nach dem Frieden von 1570 kehrte er erneut nach Bourges zurück, von wo er nach der Bartholomäusnacht 1572 ein drittes Mal fliehen musste. Zwischen 1567 und 1572 übernahm er in Bourges die Professur für Rechtswissenschaften.
Neben seiner akademischen Tätigkeit war Hotman Ratgeber des späteren Königs Heinrich IV., Kronjurist der Hugenotten und politischer Akteur. 1560 ermutigte Hotman die Hugenotten zur Amboise-Verschwörung, die den Auslöser für einen konfessionellen Bürgerkrieg darstellte. 1573 beeinflusste er das damalige politische Denken mit seinem Buch „Franco-Gallia“ sehr stark. Darin verfasste er seine Gedanken zur Revolution als Antwort auf die organisierten Morde durch die katholische Liga in der Bartholomäusnacht, in der Hotman selbst seiner Ermordung nur knapp entkam, indem er erneut nach Genf floh und dort bis 1578 Professor an der Genfer Rechtsschule war. Noch im selben Jahr zog er nach Basel um und gab dort ab 1579 private Rechtsvorlesungen in seiner Wohnung. 1584 wurde Hotman dann in die Juristenfakultät in Basel aufgenommen. Als seine Frau starb, kehrte Hotman 1584 wieder nach Genf zurück und widmete sich der Alchemie und der Erforschung des Steins der Weisen. Wenige Jahre später kam Hotman krank nach Basel zurück. Dort starb er nur kurze Zeit später am 12. Februar 1590, nachdem er im Winter noch einen privaten Kurs über die Staatsverwaltung in der römischen Republik gegeben hatte. Er wurde in der Kathedrale in Basel beigesetzt und hinterließ zwei Söhne und vier Töchter.

## Hotman – ein calvinistischer Monarchomach
François Hotman gehörte zu den bedeutendsten calvinistischen Monarchomachen des 16. Jahrhunderts. Zusammen mit Philippe Du Plessis-Mornay und anderen Monarchomachen forderte er einen durch das Volk gewählten König, die Souveränität des Staates, die Legitimation von Aufständen und sogar die Legitimation des Königsmordes. Auf Grundlage historischer Nachforschungen behauptete er, Frankreich sei eine konstitutionelle Monarchie, die ihre Wurzeln bei germanischen Stämmen habe, deren Herrscher vom Volk gewählt wurden und diesem gegenüber rechenschaftspflichtig waren. Nach seinen Vorstellungen wäre die beste Regierungsform die Zusammenarbeit von König, Adel und Volk. Die Monarchie lehnte er ab. Dies wird insbesondere in seinen Pamphleten deutlich, in denen er den König und die Guise angreift. Somit stellte er sich gegen Jean Bodin, welcher die Vermischung der französischen Monarchie mit der Aristokratie und der Demokratie ablehnte.

## Hotman und das Studium der Rechtswissenschaft
Im Jahr 1500 entstand eine neue Rechtsstudie, die die Rechtswissenschaften und Geisteswissenschaften miteinander verbinden sollte. Die ersten Autoren, die sich dessen annahmen, waren Guillaume Budé, André Alciat, Udalric Zaze und François Hotman. Hotman spielte dabei eine besonders große Rolle. Nahezu alle Professoren des 16. Jahrhunderts schrieben einen Diskurs über die Art und Weise, wie man am besten dem Studium der Rechtswissenschaft folgt. So auch Hotman. Er selbst schrieb seine Werke in Französisch, wobei er eine einfache und allgemein verständliche Sprache verwendete, da er vor allem die Studenten erreichen wollte.
In seinem Werk „Antitribonian“ (1603) kritisierte er das römische Recht, welches allein mit dem Kirchenrecht, unter Ausschluss des französischen Rechts, in Frankreich unterrichtet wurde. Hotman hielt eine Reform der zivilen Rechtsordnung für nötig, um zunächst die Zahl der Prozesse zu verringern und vor allem, um das Rechtswissenschaftsstudium zu vereinfachen und zu verkürzen. Nach seinen Vorstellungen sollten die Studenten die Literaturwissenschaft, die Geisteswissenschaften wie auch die Moralphilosophie bis zum Alter von 20 oder 22 Jahren studieren. Innerhalb von einem oder zwei Jahren sollten sie dann das Gesetz lernen und letztendlich ihr Studium abschließen, indem sie praktisch tätig wurden.
Die Reform war jedoch wahrscheinlich mehr Wunsch als Realität. Doch dank der Arbeiten Hotmans, Cujas‘, Dumoulins und Doneaus begann sich das römische Recht dennoch zu einer wahrhaften Wissenschaft zu entwickeln.

## Die Franco-Gallia

### Allgemein

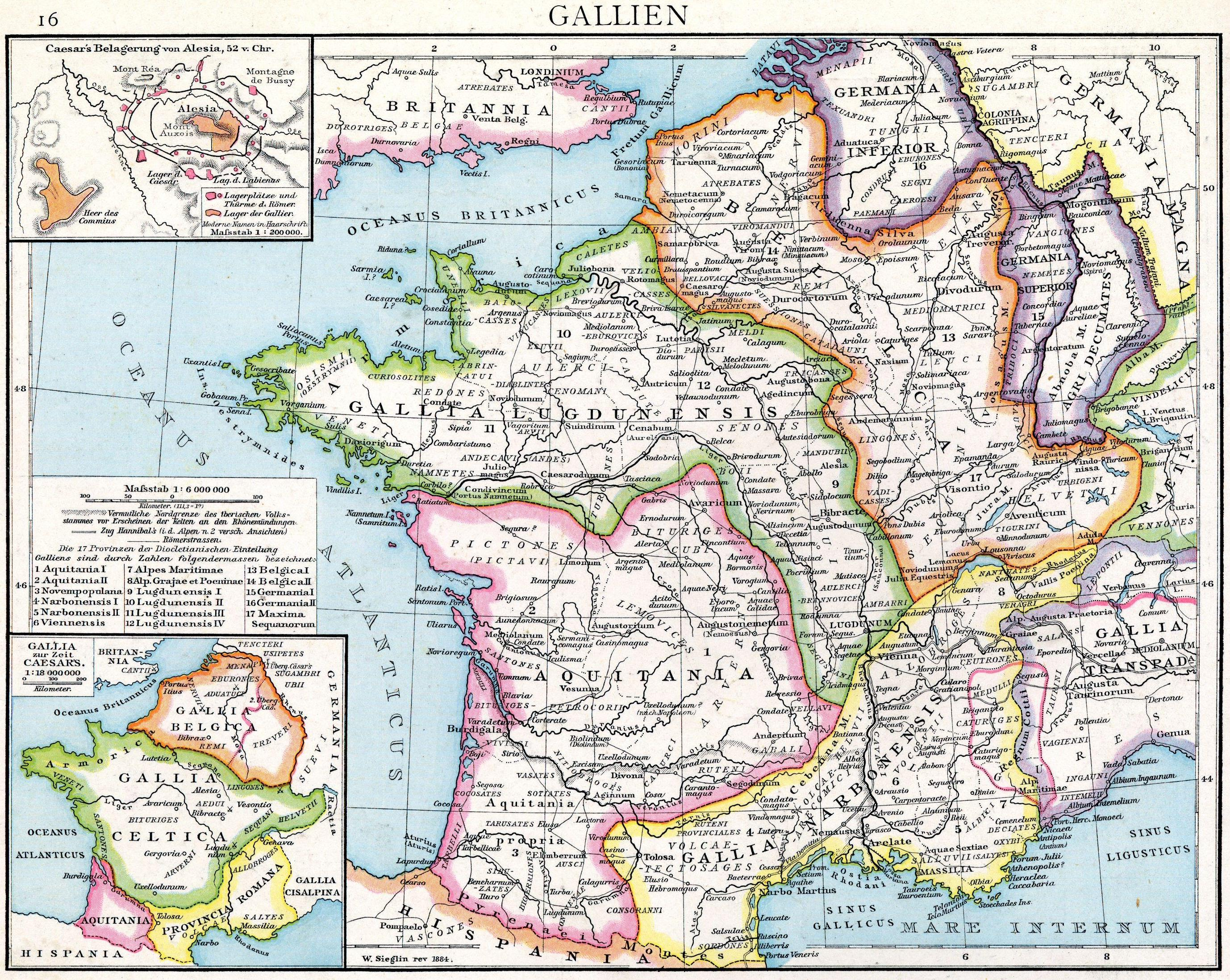
Historische Karte Galliens unter römischer Herrschaft

Die Franco-Gallia ist Hotmans wichtigstes und bekanntestes Werk und stellt eine der bedeutendsten Verteidigungsschriften des französischen Calvinismus dar. Die Originalfassung, die im Jahre 1573 erschien, war in lateinischer Sprache verfasst. Ein Jahr später erschien eine Fassung in französischer Sprache, die nur wenige Veränderungen im Vergleich zur Originalfassung enthielt. Eine weitere Fassung der Franco-Gallia, nochmals in lateinischer Sprache, die so umfassende Veränderungen enthielt, dass die Kapitel neu gegliedert, beziffert und teilweise herausgestrichen werden mussten, erschien 1586. Im Jahre 1665 wurde in Frankfurt die vollständigste Ausgabe des Werkes gedruckt, die sowohl die originalen Teile des Werkes, als auch die späteren Erweiterungen enthielt.
Das Wort „Frankogallien“, steht für die Vermischung aus Franken und Galliern als wahre Vorfahren der Franzosen. Dies gibt einen ersten Hinweis auf den Inhalt der Franco-Gallia. Hotman erinnert in seinem Werk an die große nationale Tradition in Bezug auf die Regierung des Landes. Rein inhaltlich liefert Hotman mit der Franco-Gallia eine Übersicht über die Monarchie in Frankreich. Eigentlich zeigt er jedoch anhand der Geschichte auf, dass in früheren Zeiten der König vom Volk gewählt wurde und dieser König dem Volk auch rechenschaftspflichtig war. Das Werk widmete Hotman den deutschen Fürsten, von denen er sich Hilfe und Schutz für die französischen Protestanten erhoffte.

### Inhalt und Hauptaussagen
Nach dem an die deutschen Fürsten geschriebenen Vorwort fängt Hotman an, die Geschichte der Monarchie darzulegen. Er beginnt damit, den Zustand Galliens zu beschreiben, bevor die Römer es zu ihrer Provinz machten. Das Land Gallien wurde damals nicht von einem Einzelnen regiert. Es bestand aus mehreren selbstständigen Gemeinwesen, in denen ein „Wahlkönig“ herrschte. Schon zu Beginn des Werkes kann man erkennen mit welcher Eindringlichkeit Hotman auf die frühere Regierungsform in Gallien einging.
Ein weiterer wichtiger Punkt, der schon im ersten Kapitel der Franco-Gallia angesprochen wird, ist die Legitimität des Tyrannenmordes. Dort heißt es:
„Deshalb war Celtillus, […], nur, weil er nach der Königskrone trachtete, von seinen Stammesgenossen hingerichtet worden (Cäsar VII 1, richtig VII 4).“ (Klassiker der Politik 8, S. 212)
Wichtig bei der Auswahl der früheren Herrscher war die Tatsache, dass die Krone nicht erblich war, sondern vom Volk an Männer übertragen wurde, die aufgrund ihrer großen Gerechtigkeit einen guten Ruf hatten. Die früheren Könige hatten keine unbeschränkte Macht. Ihr Einfluss war durch einige Gesetze so beschränkt, dass nicht nur das Volk abhängig vom König war, sondern auch der König in der Macht und Abhängigkeit des Volkes stand. Dadurch bestand ein Gleichgewicht, das so schnell nicht durchbrochen werden konnte und so die Gefahr gebannt war, dass eine Tyrannis entstand.
Die Könige wurden für gewöhnlich durch Wahlen bestimmt, auch wenn diese häufig durch familiäre Bande bestimmt wurden. Oft wurde der Sohn oder ein Mann aus der nahen Verwandtschaft des Königs zum Nachfolger gewählt, da man in ihm die guten Eigenschaften des vorherigen Königs sah.
Durch Hotmans ständigen Verweis auf die Wahl der Könige als einzige akzeptable Variante, einen Herrscher zu bestimmen, wird deutlich, wie sehr Hotman das Erbrecht der Königshäuser zu seinen Lebzeiten verurteilte.
Die von ihm in der Franco-Gallia genannten drei Kennzeichen einer Tyrannis sind:
1. Der König herrscht gegen den Willen des Volkes.
2. Der König wird von einer fremden Leibgarde geschützt.
3. Alle Anordnungen des Königs für das Land werden nicht mehr zum Vorteil des Volkes getroffen, sondern aus Willkür des Herrschers.
Laut Francois Hotman hat es in Franco-Gallien jedoch vorher nie eine solche Tyrannis gegeben. Die Möglichkeit, dass ein Herrscher an übermäßig viel Macht hätte gelangen können, schien ihm aufgrund der guten Mischung der drei Staatsformen Monarchie, Aristokratie und Demokratie nicht möglich.
Hotman schilderte in seinem Werk „Franco-Gallia“ die Geschichte der Monarchie von über 1200 Jahren. Er setzt den Leser über die drei Königsgeschlechter (Merowinger, Karolinger und Kapetinger) auf dem Thron in Kenntnis und erklärte die Regierungsformen und deren Wandel unter den entsprechenden Geschlechtern. Sein Werk erinnert an die früheren Traditionen und macht darauf aufmerksam, wie selten Probleme auftraten, wenn der König gewählt wurde. Das Werk weist deutlich auf die Enttäuschung der Calvinisten nach den Morden an tausenden Hugenotten durch die katholische Kirche in der Bartholomäusnacht 1572 hin.
Auch das Kapitel „Sind Frauen nach französischem Recht wie vom Erbe so auch von der Regentschaft ausgeschlossen?“, in dem Hotman zahlreiche Beispiele schlechter Herrscherinnen aufzeigte, weist auf die Enttäuschung über die Regentin Caterina de’ Medici hin, die auch damals schon als Urheberin der Bartholomäusnacht galt. Die Franco-Gallia von Hotman ist ein Vorläufer der Idee der Volkssouveränität.

## Le Tigre

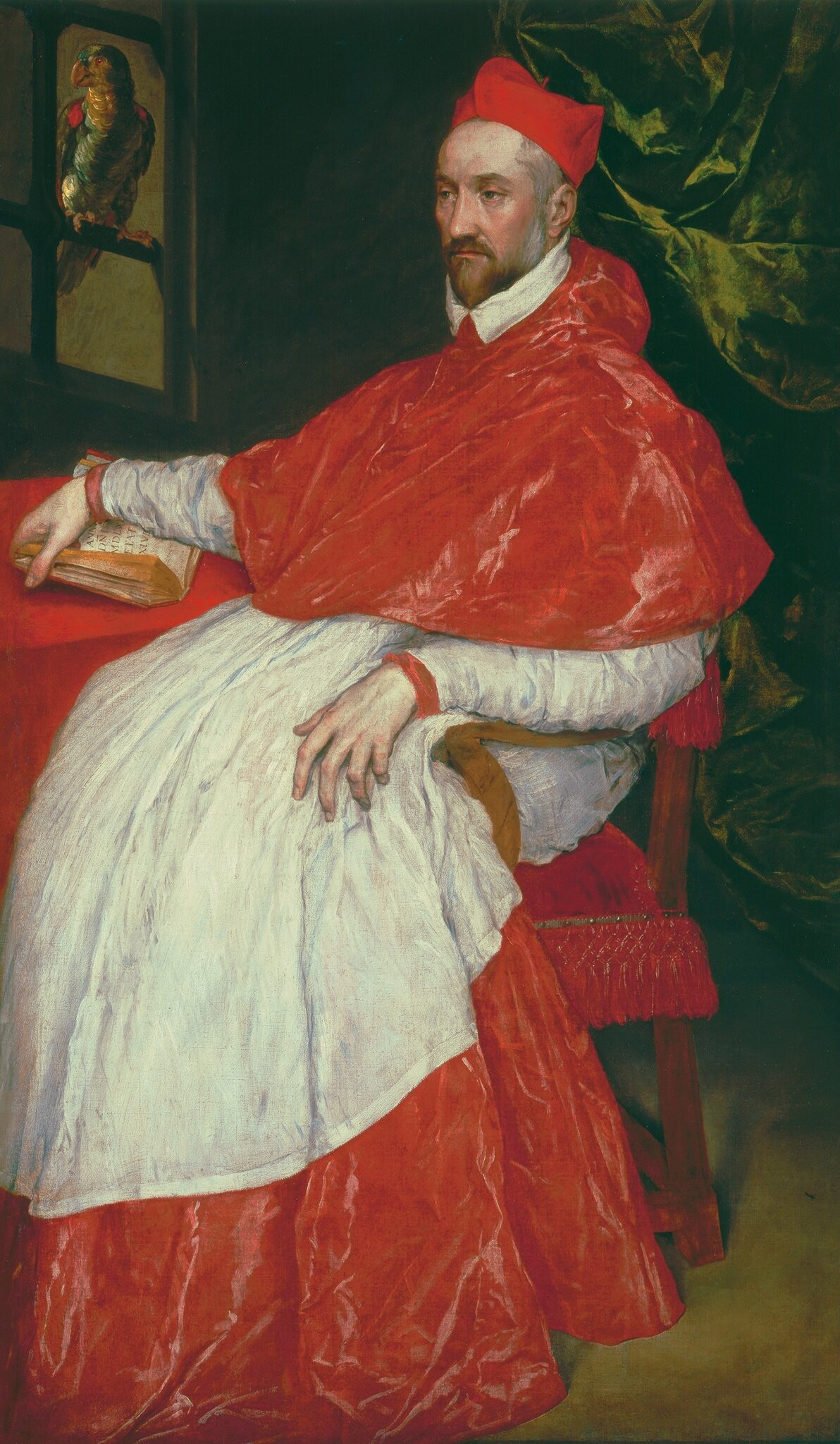
Kardinal Charles de Lorraine-Guise

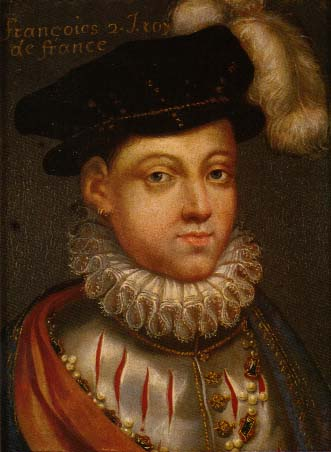
Franz II. von Frankreich

„Le tigre“ ist ein Pamphlet, das von Hotman 1560 verfasst wurde und mit zu seinen bekanntesten Schriften zählt. Es handelt sich um einen fiktiven Brief an den „Tiger von Frankreich“. Damit spielt Hotman auf die Guisen und ganz besonders auf Kardinal Charles de Lorraine an. Er kritisiert die damalige Politik und den großen Einfluss der Guisen, die damals politischer Vormund von Francois II. waren.
Hotman wirft ihnen vor, über dem König zu stehen und die Entscheidungsträger in der Politik zu sein. So charakterisiert sie Hotman beispielsweise wie folgt:
• « ennemi de vertu » (Feind der Tugend) (Vers 11)
• « bourreau de notre peuple » (Henker unseres Volkes) (Vers 12)
• « avec ton coeur de fiel » (mit deinem Herz aus Galle) (Vers 39)
• « inhumain et cruel » (unmenschlich und grausam) (Vers 40)
• « monstre de fausseté » (Ungetüm/Scheusal der Falschheit) (Vers 63)
• « méchant cafard » (bösartiger Heuchler) (Vers 67)
• « tes rues méchantes » (bösartige Schlauheit) (Vers 90)
• « monstre infect et vilain » (scheußliches Ungetüm und böses Kind) (Vers 225)
• « barbares et bourreaux » (Barbaren und Henker) (Vers 232)
• « les larrons Guisards » (die „Guiser“ Diebe) (Vers 271)
• « misérable meurtrier » (scheußlicher Mörder) (Vers 314)
Des Weiteren wird die Familie Guise von Hotman beschuldigt, für den Krieg zwischen Frankreich und Deutschland verantwortlich gewesen zu sein und außerdem nun auch noch einen Krieg zwischen Frankreich und England provozieren zu wollen. Zudem beschreibt Hotman die Familie Guise als Menschen, die Gott nur für belanglose Dinge in Anspruch nehmen und die durch ihre Grausamkeit zahlreiche Menschen getötet haben. Das Pamphlet Hotmans endet schließlich mit der Aufforderung, dass der „Tiger“ ein für alle Mal in seine „Höhle“ zurückkehren und von Frankreich ablassen solle. Ansonsten sei er endgültig verloren.
Doch warum nutzte Hotman gerade das Bild des Tigers? Der Tiger ist ein Tier, welches Gefahren liebt, Menschen angreift, oft als gewalttätiges Tier dargestellt wird und ein Symbol von Macht und Stärke ist. Genau diese Charaktereigenschaften scheint Hotman auch in der Familie Guise zu sehen. In der hohen Stellung und Macht dieser Familie sieht er eine Gefahr für ganz Frankreich. So wollte Hotman mit dieser Schrift der französischen Bevölkerung die Augen öffnen und sie aufrufen, etwas zu unternehmen, bevor es zu spät ist.

## Primärwerke

### 1540–1550
- 1547: De Gradibus cognationis et affinitatis libri duo, Francisci Hotomani, in quibus de cognatorum et affinium nuptiis copiose disseritur
- 1548: In tractatum de actionibus ex libro Institutionum juris quarto

### 1550–1560
- 1553: Vilierii de Statu primitivae ecclesiae ejusque sacerdotiis …
- 1554: Commentariorum in Orationes M. T. Ciceronis volumen primum
- 1555: Africanus, sive Interpretatio l. „Frater a fratre“, D. „de condict. indeb.“
- 1556: Iustiniani Imperatoris vita
- 1556: Justiniani imperatoris vita; Observationum in Pandect. capita XX; in L. „Frater a fratre“ commentarius, de Gradibus cognat. et affinitatis incestisque nuptiis lib. duo
- 1557: De Legibus populi romani liber, Francisco Hotomano, … autore
- 1558: Commentarius verborum juris, antiquitatum ro. elementis amplificatus: de magistratibus, de legibus, de jurisconsultis, de senatu et S. C., de formulis, de comitiis.
- 1558: Jurisconsulti legum romanorum index …
- 1558: Legum romanarum index
- 1559: Jurisconsultus, sive de Optimo genere juris interpretandi, Franc. Hotomani, … liber …

### 1560–1570
- 1560: Commentarius in quatuor libros Institutionum juris civilis …
- 1560: Épistre envoiée au tigre de la France
- 1560: Observationum liber primus
- 1560: Partitiones juris civilis elementariae
- 1561: Observationum liber secundus
- 1563: Novus commentarius de verbis juris Franc. Hotomani,… antiquitatum ro. elementis amplificatus, de legibus, de magistratibus populi r., de senatu et S. C., de jurisconsultis eorumque formulis, quibus …
- 1564: De Legibus XII. tabularum tripartita Franc. Hotomani,… commentatio
- 1564: In sex leges obscurissimas commentarius: ex scholiis Valentinis
- 1569: Variarum disputationum volumen primum: de quarta falcidiana, de quarta legitimaria, de quarta pegasiana, de spuriis, de donationibus, de dotibus, de pactis, de eo quod interest, de mora, de usuris, de gradibus cognationis

### 1570–1580
- 1573: De Feudis commentatio tripertita, hoc est: disputatio de jure feudali; commentarius in usus feudorum; dictionarium verborum feudalium
- 1573: De Furoribus gallicis, horrenda et indigna amirallii Castillionei, nobilium atque illustrium virorum caede, scelerata ac inaudita piorum strage passim edita per conplures Galliae civitates, sine ullo discrimine generis, sexus, aetatis & conditionis hominum 1575: Commentarius in tit. Cod. de usufructu
- 1573: Dialecticae institutionis libri IIII
- 1573: Francogallia
- 1573: Narratio de furoribus Gallicis: Auch schendlichen vnd vnerhörten der Gottfurchtigen leut niderlägen, hin vnd wieder durch vil Stätt inn Franckreich, ohne vnderschiedt, was standts, alters, geschlecht oder Condition die gewesen, ergangen
- 1573: Quaestionum illustrium liber
- 1574: La Gaule francoise
- 1575: Gasparis Colinii Castellonii, magni quondam Franciae amirallii, vita [auctore F. Hotman], nunc demum… in gratiam et usum christianorum principum, politicorum, aulicorum, militum recusa ad exemplar anni
- 1575: Matagonis de Matagonibus,… [F. Hotomani],… Monitoriale adversus Italogalliam sive Antifranco-galliam Antonii Matharelli, Alvernogeni
- 1575: Franc. Hotomani Ivrisc. in comment. Caesaris Notae; + Franc. Hotomani Ivrusc. in Libros de Bello Civili Notae + Eivsdem Hotomani De Alliqvot rei bellicae instrumentis obseruatio. [zusammen 78 Seiten] – In: Strada, Jacopo (Hrsg.): C. Ivlii Caesaris Rervm Gestarvm Commentarii XIV. … Frankfurt/M.: Strada, 1575.[3]
- 1575: Monitoriale adversus Italogalliam sive Antifranco-galliam Antonii Matharelli
- 1575: Observationum liber IIII
- 1576: Commentationes in ius civile: libri XVIII & XIX: cum parte XXI
- 1576: Jurisconsulti, Francogallia
- 1576: Quaestiones illustres
- 1577: Commentationes in ius civile: De rebus creditis et variis contractibus, quorum catalogus post praefationem recensetur; libri sex
- 1578: Consiliorum volumen primum …
- 1578: Protestatio nullitatis adversus condemnationem orthodoxarum ecclesiarum, nuper institutam a quibusdam Doctoribus ubiquitariis
- 1578: Strigilis Papirii Massoni, sive Remediale charitativum contra rabiosam frenesim Papirii Massoni, jesuitae excuculati, per Matagonidem de Matagonibus [F. Hotomanum],…

### 1580–1590
- 1584: Disputatio de Aureo Justinianico …
- 1585: Brutum fulmen papae Sixti V adversus Henricum,… regem Navarrae et… Henricum Borbonium, principem Condaeum. Una cum protestatione et declaratione multiplicis nullitatis
- 1585: De Renumaria populi romani liber ejusdem Disputatio de aureo Justinianico. His accesserunt Volusius Maetianus,… Rhemnius Fannius, Priscianus Caesariensis de Asse, ponderibus et mensuris …
- 1585: Disputatio de controversia successionis regiae inter patruum et fratris praemortui filium. Joannis de Terra Rubea,… Tractatus de jure legitimi successoris in hereditate regni Galliae
- 1585: Observationes, quae ad veterum nuptiarum ritum pertinent: liber singularis
- 1586: Consilia, tum in civilibus, tum in criminalibus causis exposita… Accessit ejusdem auctoris Disputatio illustris de controversia patrui et nepotis in regni successione; item Joh. de Terra Rubea,… Tractatus de jure futuri successoris legitimi in regiis hereditatibus …
- 1587: Protestation et défense pour le roy de Navarre Henry IV, premier prince du sang, et Henry, prince de Condé, contre l’injuste et tyrannique bulle de Sixte V, publiée à Romme au mois de septembre 1585, au mespris de la maison de France [traduicte du latin intitulé: „Brutum fulmen Sixti V“. Auctore F. Hotman]
- 1588: De Jure successionis regiae in regno Francorum leges aliquot ex probatis auctorib., collectae studio et opera Francisci Hotomani,… Obiter de jure regis Navarrae
- 1588: Vetus-renovatus commentarius in quatuor libros Institutionum juris civilis. 5a editio ab auctore recognita et locupletata …

### 1590–1600
- 1592: De veteribus nuptiarum ritibus ac solennitatibus observationes 1635: De Sacramento coenae christianae modesta disputatio v. c. Franc. Hotmani,… anno 1565 primum edita [et nunc cura J. Hotmanni recusa]
- 1593: Ad IIII titulos de donationibus octavi libri Codicis scholae… opus postumum et novum [cura J. Hotmanni]
- 1593: Consolatio e sacris litteris petita, liber postumus nunc primum editus [cura J. Hotmanni Villerii]
- 1593: Memoria aeterna
- 1593: Scholae in duos tit. XXVIII libri Digestorum de testamentis… [In lucem edidit J. Hotmannus.]
- 1594: De Castis incestisve nuptiis disputatio, in qua de sponsalibus et matrimonio ex jure civili, pontificio et orientali disseritur, itemque de gradibus et nominibus cognatorum et adfinium, opus postumum [cura J. Hotmanni], cui adjectus est ejusdem Hotmanni libellus de spuriis et legitimatione
- 1595: Quaestiones illustres: Eiusdem Dispvtatio contra c. Raynutius, De testament; Eiusdem vetus renouata Explanatio in l. Frater a Fratre
- 1599: Observationes et emendationes in ius civile: Quorum postumi duo; Adiecti sunt indices duo rerum & verborum memorabilium …
- 1599–1600: Operum tomus primus [-tertius], quorum quaedam nova, pleraque renovata et aucta [cura J. Lectii]…

### 1600–1700
- 1601: Responsiones amicabilies: libri duo
- 1603: Antitribonian, ou Discours d'un grand et renommé jurisconsulte de nostre temps sur l'étude des loix: fait… en l'an 1567… / [François Hotman]; présenté par H. Duranton
- 1603: P. Sixti V Fulmen brutum in Henricum… Regem navarrae et… Henricum Borbonium, principem olim Condaeum, evibratum …
- 1606: Justi Lipsii epitaphium, symbolum et alia quaedam
- 1616: Opuscules Françoises
- 1634: Histoire celtique, où sous les noms d'Amindorix et de Célanire sont comprises les principales actions de nos roys et les diverses fortunes de la Gaule et de la France
- 1641: De Veteri ritu nuptiarum et jure connubiorum. Barnabas Brissonius, Antonius [et] Franciscus Hotmanus
- 1641: Origo et historia Belgicorum Tvmvltvvm [tumultuum]: Continens Praeter Hispanorvm Regvm Sanguinaria Diplomata & S. Inqvisitionis Arcana Consilia
- 1643: La Vie de Messire Gaspar de Coligny, admiral de France [par F. Hotman] augmentée de quelques annotations et de plusieurs pièces du temps servant à l’histoire [suivi de «Annotations sur la vie de messire Gaspar de Coligny» trad. du latin de Jean Hotman]
- 1647: Antitribonianus sive dissertatio de studio legum
- 1665: Mémoires de Messire Gaspar de Coligny, Seigneur de Chastillon, Admiral de France

### 1700–1783
- 1700: Francisci Et Joannis Hotomanorum Patris Ac Filii, Et Clarorum Virorum Ad Eos Epistolae
- 1716: Prima Iuris civilis et antiquitatum ad illud pertinentium elementa
- 1716: Succincta Commentatio De Pactis
- 1783: La vie de Gaspard de Coligni, Seigneur de Châtillon, Amiral de France: à laquelle sont ajoutés ses mémoires sur ce qui se passa au siège de Saint Quentin

### Undatiert
- Ad tractatum Matthaei Zampini J.C. Recanatensis, De successione praerogativae primi principis Franciae, ornatiss. viri P.C.A.F. civis Parisiensis, & regii consiliarii, responsio
- Appendix sive Historia tragica de furoribus Gallicis & caede admirallii narratio
- Commentarii in orationes M. T. Ciceronis
- Histoire des massacres et horribles cruautez commises en la personne de messire Gaspar de Colligny grand amiral de France [Texte imprimé], & autres seigneurs gentils-hommes, personnages honnorables de diverses qualitez, hommes femmes & enfans, tant en la ville de Paris qu'en plusieurs lieux & endroits du royaume, le 24 jour d'aoust 1572 & autres suivans. Traduite en francois, & augmentee de quelque [sic] particularitez omises en l'exemplaire latin. Plus, les lettres, déclarations & edicts du Roy touchant lesdits massacres.
- Opera
- Variae disputationes

## Sekundärwerke
- Étienne Blocaille: Etude sur François Hotman. La Franco-Gallia. Jobard, Dijon 1902.
- Isabelle Bouvignies: La « Franco-Gallia » de Hotman (1524-1590) et l’historiographie française. In: Bulletin de la Société de l’histoire du protestantisme français. CLII (1506), S. 199–219.
- Rodolphe Dareste de la Chavanne: Essai sur François Hotman. A. Durand, Paris 1850.
- Rodolphe Dareste de la Chavanne: François Hotman. Sa vie et sa correspondance. Gouverneur, Nogent-le-Rotrou 1876.
- Jürgen Dennert, Philippe de Mornay, Théodore de Bèze: Beza, Brutus, Hotman. Calvinistische Monarchomachen. Westdeutscher Verlag, Köln 1968.
- Julian H. Franklin: Constitutionalism and resistance in the sixteenth century. Three treatises. Pegasus, New York 1969.
- Karl Heisig: Hotman als Kritiker des Ämterhandels. In: Archiv für das Studium der neueren Sprachen und Literaturen. CCXI (1574), S. 392–393.
- Donald R. Kelley: François Hotman. A revolutionary’s ordeal. Princeton university press, Princeton 1973.
- Nannerl O. Keohane: Philosophy and the state in France. The renaissance to the enlightenment. Princeton Univ. Press, Princeton, NJ 1980, ISBN 0-691-07611-1.
- Henry Lureau: Faculté de droit de l'Université de Bordeaux. Les Doctrines démocratiques chez les écrivains protestants français de la seconde moitié du XVIe siècle (Junius Brutus, François Hotman). Thèse pour le doctorat. Y. Cadoret, Bordeaux 1900.
- Walter Mönch: Frankreichs Literatur im XVI. Jahrhundert. Eine nationalpolitische Geistesgeschichte der französischen Renaissance. de Gruyter, Berlin 1938, DNB 575156678.
- Paul Moussiegt: Théories politiques des réformés au XVIe siècle. Hotman et Du Plessis. Slatkine, Genève 1970.
- Maxime Rosso: La renaissance des institutions de Sparte dans la pensée française, XVIème - XVIIIème siècle. Presses Univ. D’Aix-Marseille, Aix-en-Provence 2005.
- François Secret: Un document oublié sur Hotman et l’alchimie. In: Bibliothèque d'Humanisme et Renaissance. XLII (1580), S. 435–446.
- Domenico Taranto: La miktè politéia tra antico e moderno dal "quartum genus" alla monarchia limitata. Angeli, Milano 2006.
- Saffo Testoni Binetti: Il pensiero politico ugonotto. Dallo studio della storia all'idea di contratto 1572-1579. Centro Ed. Toscano, Firenze 2002.
- Hans Troje: Humanistische Jurisprudenz Studien zur europäischen Rechtswissenschaft unter dem Einfluß des Humanismus. Keip, Goldbach 1993, ISBN 3-8051-0205-4.
- Ariste Viguié: Les Théories politiques libérales au XVIe siècle. Etudes sur la "Franco-Gallia" de François Hotman. G. Fischenbacher,  Paris 1879.